# Hypoestes forsskaolii
Hypoestes forsskaolii là một loài thực vật có hoa trong họ Ô rô. Loài này được (Vahl) R.Br. mô tả khoa học đầu tiên năm 1814.